# Luigi Bompard
Luigi Bompard (Bologna, 8 settembre 1879 – Roma, 24 febbraio 1953) è stato un pittore e illustratore italiano.

## Biografia
Figlio del commerciante di origine francese Jules Bompard e della fotografa Cesira Oppi, Luigi non riceve alcuna formazione artistica formale.
L'evoluzione della sua tecnica illustrativa ha basi assolutamente autodidattiche, che trovano corpo e sostanza a partire dal 1902 nelle influenze degli artisti bohémien appartenenti al gruppo dei "Giambardi della sega", i quali si riunivano nel Palazzo Bentivoglio.
L'ambiente bolognese del tempo, grazie all'ampia quantità di riviste che vi si pubblicavano, era particolarmente adatto all'attività di illustratore, cui Bompard si dedicò ed in cui mise a frutto le sue qualità di grafico.
Tra le collaborazioni più importanti, si ricordano quelle legate a Il Natale de la Lira e a L'Italia Ride dove venne in contatto con artisti di diversa estrazione ed esperienza, quali Alfredo Baruffi, Franz Laskoff, Ugo Valeri, Augusto Majani. Di rilievo anche le attività in campo cartellonistico, cui si dedicò in coppia con Marcello Dudovich. 
Accanto all'attività di grafico ed illustratore, che gli consentiva di soddisfare le proprie esigenze economiche, Bompard ebbe una notevole presenza nel panorama pittorico dell'epoca, come testimoniano le numerose partecipazioni al Premio Francia (1901, 1902, 1903, 1905, 1907 e 1916), alla Biennale di Venezia (1905, 1912, 1920, 1926, 1928).
Trasferitosi a Roma nel 1904, partecipa alla Mostra di Rifiutati (1905), ed a quella della Società degli Amatori e Cultori di Belle Arti (1906) e entra nel GRIA (Gruppo Romano Incisori Artisti). 
Negli anni successivi al 1906 vive prima a Parigi, e poi a Milano, dove si trasferisce nel 1911. Qui collabora all'Illustrazione Italiana e La Lettura.
Dopo il 1918 torna a Roma e svolge attività di illustratore per riviste come Il Travaso delle idee, Noi e il Mondo, Il Giornale della Domenica, La Tribuna, La Voce d'Italia, Il Corriere dei piccoli, Marc'Aurelio, Il Guerin Meschino.
Muore nella capitale nel febbraio 1953 all'età di 73 anni.